# Underground Luxury
Underground Luxury è il terzo album discografico in studio del rapper statunitense B.o.B, pubblicato nel 2013.

## Descrizione
L'album è stato pubblicato nel dicembre 2013 da Grand Hustle, Rebel Rock Entertainment e Atlantic.
Ben sei sono i brani estratti dal disco e pubblicati come singoli: We Still in This Bitch (gennaio 2013), HeadBand (maggio 2013), Ready (settembre 2013), All I Want (novembre 2013), John Doe (dicembre 2013) e Throwback (marzo 2014).
Sono diversi gli esponenti della scena hip hop e non solo che hanno collaborato alle registrazioni del disco come ospiti: tra questi vi sono Future, 2 Chainz, T.I., Juicy J, Ester Dean e Chris Brown.
Riguardo alle vendite, l'album ha raggiunto la posizione #22 della classifica Billboard 200.

## Tracce
1. All I Want – 3:23
2. One Day – 4:45
3. Paper Route – 3:32
4. Ready (feat. Future) – 3:39
5. Throwback (feat. Chris Brown) – 4:00
6. Back Me Up – 3:31
7. Coastline – 3:39
8. Wide Open (feat. Ester Dean) – 2:33
9. FlyMuthaFucka – 4:03
10. HeadBand (feat. 2 Chainz) – 3:40
11. John Doe (feat. Priscilla Renea) – 3:32
12. Cranberry Moonwalk (feat. Mike Fresh) – 4:46
13. Nobody Told Me – 3:23
14. Forever (feat. Playboy Tre) – 4:34
15. We Still in This Bitch (feat. T.I. & Juicy J) – 4:08